# Proétos
Pour l’article homonyme, voir Proétos (père de Méra) (de).
Dans la mythologie grecque, Proétos (en grec ancien Προϊτος / Proitos, en latin Prœtus, parfois francisé en Prétus, Proitos), fils d'Abas et d'Aglaé, est roi de Tirynthe,.
Frère jumeau d'Acrisios (roi d'Argos), il se querelle dès la naissance avec lui, jusqu'à lui disputer le contrôle de la vallée de l'Argolide. Par sa femme Sthénébée, il engendre Mégapenthès, Lisippé (it), Iphinoé (de) et Iphianassa (it).
Il a eu à son service les cyclopes bâtisseurs, qui ont construit les murailles de Tirynthe.

## Dans le mythe de Persée
Il échangera le trône de Tirynthe contre celui d'Argos, à la mort de son frère Acrisios, à la demande de Persée, que la souillure de cet homicide involontaire interdisait de régner sur le trône de son grand-père Acrisios.
Ovide raconte que Persée, pour venger la mort d'Acrisios, son grand-père, transforma le visage de Proétos en pierre en lui montrant la tête de Méduse.

## Dans le mythe de Bellérophon
Proétos est un personnage central de l'histoire de Bellérophon. En effet, celui-ci, après avoir accidentellement tué le tyran Belléros (ou son propre frère Déliadès, selon les versions), va à Tyrinthe pour se faire purifier par Proétos. C'est lui qui envoie le héros avec une missive mortelle à son beau-père Iobatès afin qu'il tue le jeune homme qui aurait fait des avances à sa femme Sthénébée. En réalité, la reine frustrée d'avoir été éconduite par Bellérophon, a menti à son mari afin qu'il se débarrasse du héros pour ne pas salir son honneur,,. C'est parce qu'il ne peut pas tuer son hôte qu'il envoie Bellérophon dans le royaume d'Iobatès malgré la colère qui l'anime, sauf chez Hygin où c'est par affection pour le héros qu'il refuse de le tuer.
Dans les fragments de la pièce d'Euripide, Sthénébée, la reine émue de revoir Bellérophon tente une nouvelle fois de le séduire mais ce dernier refuse ses avances, Sthénébée décide alors de se venger une fois pour toutes de Bellérophon et complote avec Proétos contre lui. Bellérophon au courant du complot, invite la reine à le suivre en Carie, mais ce dernier la pousse dans la mer et la laisse mourir, son corps est alors retrouvé près de l'île de Mélos par des pêcheurs qui l'emmenèrent à son mari, le roi Proétos. Bellérophon retourne au palais pour expliquer son acte au roi et celui-ci comprend enfin que Sthénébée lui a menti au sujet du héros et regrette d'avoir cru sa femme et d'avoir envoyé Bellérophon se faire tuer chez son beau-père Iobatès. Bellérophon se complait alors dans sa vengeance, enfin il a tué la femme qui l'avait fait exiler en mentant à son sujet et a rendu le roi qui avait voulu le tuer malheureux et sans femme.